# Нукшоара-де-Жос
Нукшоара-де-Жос (рум. Nucșoara de Jos) — село у повіті Прахова в Румунії. Входить до складу комуни Посешть.
Село розташоване на відстані 94 км на північ від Бухареста, 39 км на північ від Плоєшті, 56 км на південний схід від Брашова.

## Населення
За даними перепису населення 2002 року у селі проживали 840 осіб, усі — румуни. Усі жителі села рідною мовою назвали румунську.